# Merric
Merric (Merrick, Meroke, Merikoke, Meracock) /="peaceful,"/ pleme američkih Indijanaca s jugozapadnog dijela otoka Long Island u New Yorku, na istočnom dijelu današnjeg Hempsteada i okrugu Nassau. Njihovo glavno selo Merrick nalazilo se na području današnjeg Merricka. Jezično su pripadali porodici Algonquian, i bili članovi plemenskog saveza Metoac. Područje Merricka prešlo je u ruke naseljenika (engleskih kolonista) 1643. ugovorom s poglavicom (sachem) Tackapousha.